# Theobroma (kommun i Brasilien)
Theobroma är en kommun i Brasilien.   Den ligger i delstaten Rondônia, i den centrala delen av landet, 1 700 km väster om huvudstaden Brasília. Antalet invånare är 10 644.
Omgivningarna runt Theobroma är huvudsakligen savann. Runt Theobroma är det mycket glesbefolkat, med 6 invånare per kvadratkilometer.